# 1/2 + 1/4 + 1/8 + 1/16 + ⋯
In matematica, la serie infinita 1/2 + 1/4 + 1/8 + 1/16 + ⋯ rappresenta un esempio elementare di una serie geometrica che converge assolutamente. La sua somma vale
{\displaystyle {\frac {1}{2}}+{\frac {1}{4}}+{\frac {1}{8}}+{\frac {1}{16}}+\cdots =\sum _{n=1}^{\infty }\left({\frac {1}{2}}\right)^{n}={\frac {\frac {1}{2}}{1-{\frac {1}{2}}}}=1.}
La serie si ricollega a diverse questioni filosofiche considerate nell'antichità, in particolare a due dei paradossi di Zenone.

## Dimostrazione
La somma
{\displaystyle {\frac {1}{2}}+{\frac {1}{4}}+{\frac {1}{8}}+{\frac {1}{16}}+\cdots }
è definibile come
{\displaystyle s_{n}={\frac {1}{2}}+{\frac {1}{4}}+{\frac {1}{8}}+{\frac {1}{16}}+\cdots +{\frac {1}{2^{n}}}}
per {\displaystyle n} che tende a infinito. Moltiplicando {\displaystyle s_{n}} per {\displaystyle 2} si perviene alla relazione:
{\displaystyle 2s_{n}={\frac {2}{2}}+{\frac {2}{4}}+{\frac {2}{8}}+{\frac {2}{16}}+\cdots +{\frac {2}{2^{n}}}=1+{\frac {1}{2}}+{\frac {1}{4}}+{\frac {1}{8}}+\cdots +{\frac {1}{2^{n-1}}}=1+s_{n}-{\frac {1}{2^{n}}}.}
e sottraendo {\displaystyle s_{n}} da ambo i membri
{\displaystyle s_{n}=1-{\frac {1}{2^{n}}}.}
quindi, per {\displaystyle n} che tende a infinito, {\displaystyle s_{n}} tende a {\displaystyle 1}.